# Langenfeld (Rheinland)
Langenfeld (ofta med särskiljningen Langenfeld (Rheinland) för att inte förväxlas med andra orter i Tyskland med samma namn) är en stad i delstaten Nordrhein-Westfalen. Staden har cirka 60 000 invånare, på en yta av 41 kvadratkilometer, och ingår i storstadsområdet Rheinschiene. Staden är belägen mellan storstäderna Düsseldorf och Köln, nära floden Rhen.